# Distretto di Sheikhupura
Il distretto di Sheikhupura (in urdu: ضلع شيخوپورہ) è un distretto del Punjab, in Pakistan, che ha come capoluogo Sheikhupura. Nel 1998 possedeva una popolazione di 3.321.029 abitanti.